# Rudolf König (Eishockeyspieler)
Rudolf König (* 25. April 1957 in Klagenfurt am Wörthersee) ist ein ehemaliger österreichischer Eishockeyspieler. Sein Sohn Christoph König war ebenfalls lange Zeit Spieler beim EC KAC. Er ist klarer Rekordhalter in der Punkteliste der österreichischen Eishockeynationalmannschaft.

## Karriere
Rudolf König begann seine Karriere als Eishockeyspieler in seiner Heimatstadt in der Nachwuchsabteilung des EC KAC, für den er von 1973 bis 1989 in der österreichischen Eishockey-Liga aktiv war. In diesem Zeitraum wurde der Angreifer neun Mal Österreichischer Meister mit seiner Mannschaft. Nach 16 Jahren verließ er den Verein und schloss sich dem EC Graz an, für den er weitere drei Jahre in der höchsten österreichischen Spielklasse auflief.

### International
Für Österreich nahm König an der C-Weltmeisterschaft 1981, den B-Weltmeisterschaften 1979, 1982, 1983 und 1985 sowie den Olympischen Winterspielen 1976 in Innsbruck, 1984 in Sarajevo und 1988 in Calgary teil.

## Erfolge und Auszeichnungen
- Neunfacher Österreichischer Meister mit dem EC KAC in den Jahren 1974, 1976, 1977, 1979, 1980, 1985, 1986, 1987 und 1988